# Деца Марије Моралес
Деца Марије Моралес (шпански: Los hijos de María Morales) је мексички филм из 1952. године. Режирао га је Фернандо де Фуентес.

## Улоге
- Педро Инфанте - Хосе Моралес
- Антонио Баду - Луис Моралес
- Ема Ролдан - Марија Моралес
- Кармелита Гонзалес - Глорија Магања
- Ирма Дорантес - Марија
- Јосефина Лајнер - Лупе
- Вероника Лојо - Лола Гомез, Ла Торкаса
- Андрес Солер - Карлос Салватјера
- Тито Новаро - Томас Гутјерез
- Хосе Муњоз - Бандит
- Салвадор Кироз - Дон Тако, радник у кафићу
- Лупе Инклан - Ченча
- Пепе Нава - Сељак (не помиње се у одјавној шпици)